# Markleeville
Markleeville statisztikai település az Amerikai Egyesült Államok Kalifornia államában, Alpine megyében, melynek megyeszékhelye is. Lakosainak száma 191 fő (2020. április 1.).

## Népesség
A település népességének változása:

| 2010 | 210 |
| 2020 | 191 |